# إيما فرانس
إيما فرانس (بالسويدية: Emma Frans)‏ هي عالمة سويدية، ولدت في 16 ديسمبر 1981 في أوبسالا في السويد.